# العلاقات التشيكية اللوكسمبورغية
العلاقات التشيكية اللوكسمبورغية هي العلاقات الثنائية التي تجمع بين التشيك ولوكسمبورغ.

## مقارنة بين البلدين
هذه مقارنة عامة ومرجعية للدولتين:
| وجه المقارنة                                              | التشيك                                                                            | لوكسمبورغ                                                     |
| --------------------------------------------------------- | --------------------------------------------------------------------------------- | ------------------------------------------------------------- |
| المساحة (كم2)                                             | 78.87 ألف                                                                         | 2.59 ألف                                                      |
| عدد السكان (نسمة)                                         | 10.52 مليون                                                                       | 599.45 ألف                                                    |
| الكثافة السكانية (ن./كم²)                                 | 133.38                                                                            | 231.45                                                        |
| العاصمة                                                   | براغ                                                                              | لوكسمبورغ                                                     |
| اللغة الرسمية                                             | اللغة التشيكية                                                                    | اللغة اللوكسمبورغية، لغة فرنسية، اللغة الألمانية              |
| العملة                                                    | كرونة تشيكية، كرونة تشيكوسلوفاكية                                                 | يورو، فرنك لوكسمبورغ                                          |
| الناتج المحلي الإجمالي (بليون دولار)                      | 215.73 مليار                                                                      | 62.40 مليار                                                   |
| الناتج المحلي الإجمالي (تعادل القوة الشرائية) بليون دولار | 356.15 مليار                                                                      | 58.13 مليار                                                   |
| الناتج المحلي الإجمالي الاسمي للفرد دولار أمريكي          | 17.55 ألف                                                                         | 101.45 ألف                                                    |
| الناتج المحلي الإجمالي للفرد دولار أمريكي                 | 31.19 ألف                                                                         | 101.93 ألف                                                    |
| مؤشر التنمية البشرية                                      | 0.878                                                                             | 0.892                                                         |
| رمز المكالمات الدولي                                      | +420                                                                              | +352                                                          |
| رمز الإنترنت                                              | .cz                                                                               | .lu                                                           |
| المنطقة الزمنية                                           | ت ع م+01:00، ت ع م+02:00، توقيت وسط أوروبا، توقيت وسط أوروبا الصيفي، أوروبا/براغ ‏ | توقيت وسط أوروبا، ت ع م+01:00، ت ع م+02:00، أوروبا/لوكسمبورج ‏ |

## مدن متوأمة
في ما يلي قائمة باتفاقيات التوأمة بين مدن تشيكية ولوكسمبورغية:
- ترتبط براغ مع لوكسمبورغ باتفاقية توأمة منذ 1967.
- ترتبط سوشيتسا مع Niederanven [الإنجليزية]‏ باتفاقية توأمة.

## منظمات دولية مشتركة
يشترك البلدان في عضوية مجموعة من المنظمات الدولية، منها:
| علم المنظمة | اسم المنظمة                               | تاريخ انضمام التشيك | تاريخ انضمام لوكسمبورغ |
| ----------- | ----------------------------------------- | ------------------- | ---------------------- |
|             | المنظمة الأوروبية لسلامة الملاحة الجوية   | 1996                | 1960                   |
|             | منظمة الشرطة الجنائية الدولية             | ?                   | ?                      |
|             | الاتحاد البريدي العالمي                   | ?                   | ?                      |
|             | مركز تنسيق الحركة في أوروبا ‏              | ?                   | ?                      |
|             | حلف شمال الأطلسي                          | 12 مارس 1999        | 4 أبريل 1949           |
|             | منظمة التجارة العالمية                    | ?                   | ?                      |
|             | منظمة التعاون الاقتصادي والتنمية          | ?                   | ?                      |
|             | الفريق المعني برصد الأرض                  | ?                   | ?                      |
|             | مجموعة الموردين النوويين                  | ?                   | ?                      |
|             | مؤسسة التنمية الدولية                     | 1993                | 4 يونيو 1964           |
|             | اتفاقية السماوات المفتوحة                 | ?                   | ?                      |
|             | منظمة الأمن والتعاون في أوروبا            | 1993                | 25 يونيو 1973          |
|             | الوكالة الدولية للطاقة                    | ?                   | ?                      |
|             | مجلس أوروبا                               | ?                   | ?                      |
|             | مؤسسة التمويل الدولية                     | 1993                | 4 أكتوبر 1956          |
|             | منظمة حظر الأسلحة الكيميائية              | ?                   | ?                      |
|             | الأمم المتحدة                             | 19 يناير 1993       | 24 أكتوبر 1945         |
|             | الاتحاد الدولي للاتصالات                  | 1993                | 2 مارس 1866            |
|             | الاتحاد الأوروبي                          | 1 مايو 2004         | 25 مارس 1957           |
|             | البنك الدولي للإنشاء والتعمير             | 1993                | 27 ديسمبر 1945         |
|             | مجموعة أستراليا                           | 1994                | 1985                   |
|             | المركز الدولي لتسوية المنازعات الاستشارية | 22 أبريل 1993       | 29 أغسطس 1970          |
|             | وكالة الفضاء الأوروبية                    | ?                   | ?                      |
|             | وكالة ضمان الاستثمار متعدد الأطراف        | 1993                | 29 أغسطس 1991          |
|             | نظام تحكم تكنولوجيا القذائف               | 1998                | 1990                   |
|             | يونسكو                                    | 22 فبراير 1993      | 27 أكتوبر 1947         |

## أعلام
هذه قائمة لبعض الشخصيات التي تربطها علاقات بالبلدين:
- آن من بوهيميا (11 مايو 1366[24] – 7 يونيو 1394[24])
- إليزابيث من لوكسمبورغ (7 أكتوبر 1409 – 19 ديسمبر 1442)
- بون من بوهيميا (20 مايو 1315 – 11 سبتمبر 1349)
- سيغيسموند (15 فبراير 1368 – 9 ديسمبر 1437[25])
- فنتسل الرابع ملك بوهيميا (26 فبراير 1361[26][27] – 16 أغسطس 1419[26][27])
- كارل الرابع (14 مايو 1316[28][29][30] – 29 نوفمبر 1378[28][29][30])
- يانغ الأعمى (10 أغسطس 1296[31][32] – 26 أغسطس 1346[31][32])

## وصلات خارجية
- موقع وزارة الخارجية التشيكية
- موقع وزارة الخارجية اللوكسمبورغية